# Hypena nazus
Hypena nazus là một loài bướm đêm trong họ Erebidae.